# Hans Dornbusch
Hans Dornbusch (* 11. Dezember 1938; † 27. Juni 2020 in Zinnowitz) war ein deutscher Handballtrainer und Unternehmer im Gastgewerbe.

## Leben
Der aus Beckdorf stammende Dornbusch wurde ab 1955 in den Buxtehuder Mühlenwerken zum Industriekaufmann ausgebildet. Ab 1958 war er Handballspieler beim Buxtehuder SV. Ende Dezember 1963 verlor er bei einem Arbeitsunfall in den Mühlenwerken den rechten Arm. In den 1970er Jahren kaufte Dornbusch die stillgelegte Buxtehuder Mühle und baute sie zu einem Komplex mit Gasthaus, Ladengeschäften und Wohnungen um.
In Beckdorf, wo er Jugendtrainer beim SV Beckdorf war, hatte Dornbusch entscheidenden Anteil am Bau der Sporthalle „Auf dem Delm“.
In der Saison 1975/76 betreute er die Handball-Männermannschaft des Buxtehuder SV als Trainer, 1976 trat er das Traineramt bei den 3. Damen des BSV an, stellte ein junges Aufgebot zusammen, das nach dem Rückzug der BSV-Damen 1 und 2 in der Saison 1976/77 statt in der 5. in der 3. Hamburger Liga antrat. Bis 1989 erreichte Buxtehude unter Dornbusch als Trainer fünf Aufstiege. 1987 holte er mit Olympiasiegerin Svetlana Kitić eine der damals besten Handballspielerinnen der Welt nach Buxtehude. 1989 führte er den BSV in die Bundesliga. Die Bundesliga-Saison 1989/90 schloss Buxtehude unter Dornbusch als Trainer als Aufsteiger auf dem fünften Rang ab, stand des Weiteren im deutschen Pokalendspiel und schaffte den Sprung in den Europapokal. Vor der Saison 1990/91 holte Dornbusch mit Andrea Bölk, Heike Axmann, Renate Zschau, Ute Teuschel und Kathrin Kohlhagen fünf Nationalspielerinnen aus der Deutschen Demokratischen Republik nach Buxtehude und übergab das Traineramt an den ebenfalls aus der DDR stammenden Wolfgang Pötzsch.
Zwischen Dornbusch und Pötzsch kam es zum Streit, Dornbusch trat im Dezember 1990 aus dem Buxtehuder SV aus, verließ Buxtehude und zog auf die Insel Usedom. Dort übernahm er in Zinnowitz eine baufällige, zuvor der Wismut AG gehörende Ferienunterkunft mit 340 Zimmern und wandelte diese in ein zeitgemäßes Hotel um. Während die Belegschaft des Hauses Dornbuschs Übernahme befürwortete, wurde ihm zunächst seitens der Gemeinde mit Ablehnung begegnet, er erhielt vor der Anfang April 1993 abgeschlossenen Übernahme Drohungen, später gab es Brandstiftungen, eine von Dornbusch eingestellte Sicherheitskraft wurde 1994 erschossen. Für den Umbau des Gebäudes brachte Dornbusch insgesamt rund 20 Millionen D-Mark auf, später nutzen unter anderem Sportmannschaften aus dem Profibereich sein Hotel als Unterkunft. Nach seinem Übertritt in den Ruhestand reichte er die Leitung des Hotels an seinen Sohn weiter.
Seine Frau Lotti († 2021) war 18 Jahre lang Handballspielerin beim Buxtehuder SV und lange als Trainerin in der Nachwuchsabteilung des SV Beckdorf tätig.